# Ljungarum
Ljungarum är en stadsdel i Jönköping och tidigare kyrkby i Ljungarums socken, beläget mellan ett industri/handelsområde och de skogklädda höjderna i Strömsbergs naturreservat. Industriområdet kallas också Ljungarum i folkmun medan handelsområdet går under Solås Center. 
Ljungarums kyrka ligger på en höjd omkring 25-35 meter över Vätterns yta. Runt kyrkan fanns förr mestadels kärr och andra våtmarker som nu är utdikade och där nu finns järnväg, motorväg (E4) och bebyggelse. Motorvägarna Riksväg 40 och E4 möts i Ljungarum.

## Bostadsområden
Under 1930-talet började villaområdet växa fram. 
Åren 1980–1981 byggdes flera hus i en samfällighetsförening. Dessa låg i ringar som, i vissa fall efter färgen på husen, kallades röda ringen, gula ringen, gröna ringen. Efter bara några år fick ägarna dock bestämma färgen på husen själva. Närliggande är Strömsbergs gård.
Ljungarum kan delas upp i flera olika bostadsområden, bland andra Gånglåten (även Ängsnejlikan), "High Chaparall" (Strömsbergsvägen/Yttre Ljungarumsvägen), Baronvägen, Ärtlandet, Igelkottsvägen (även kallad Änglakören). 
Alla kvartersnamn i gamla Backenområdet (området runt kyrkan), börjar på bokstaven Ä. Därav kommer namnen Änglakören, Ärtlandet, Ämbetsmannen osv.

## Skolor och förskolor
- Alléns förskola (tidigare Ängskavelns förskola)
- Baronvägens förskola (numera nedlagd)
- Strömsbergsskolan (F-3) (tidigare Ljungarums kyrkskola)
- Ljungarumsskolan (F-9), invigd 1949[1]

## Sport
- IF Haga

## Kända personer
- Gunhild Larking, olympier, höjdhopp
- Staffan Lindeborg, sportkommentator
- Lars Adaktusson, TV-journalist
- Bo Hansson, journalist
- Nichlas Torp, ishockeyspelare
- Jimmy Thelin, fotbollstränare